# غاستون ليزكانو
غاستون ليزكانو (بالإسبانية: Gastón Lezcano) هو لاعب كرة قدم أرجنتيني في مركز الوسط، ولد في 21 نوفمبر 1986 في مدينة سان نيكولاس دي لوس آرويوس في الأرجنتين. لعب مع باراكاس سينترال ونادي أوهيجينس.

## وصلات خارجية
- غاستون ليزكانو على موقع قاعدة بيانات كرة القدم.إي يو (الإنجليزية)
- غاستون ليزكانو على موقع Soccerway.com (الإنجليزية)
- غاستون ليزكانو على موقع عالم كرة القدم.نت (الإنجليزية)
- غاستون ليزكانو على موقع AS.com (الإسبانية)